# Dynamische differentiecalorimetrie

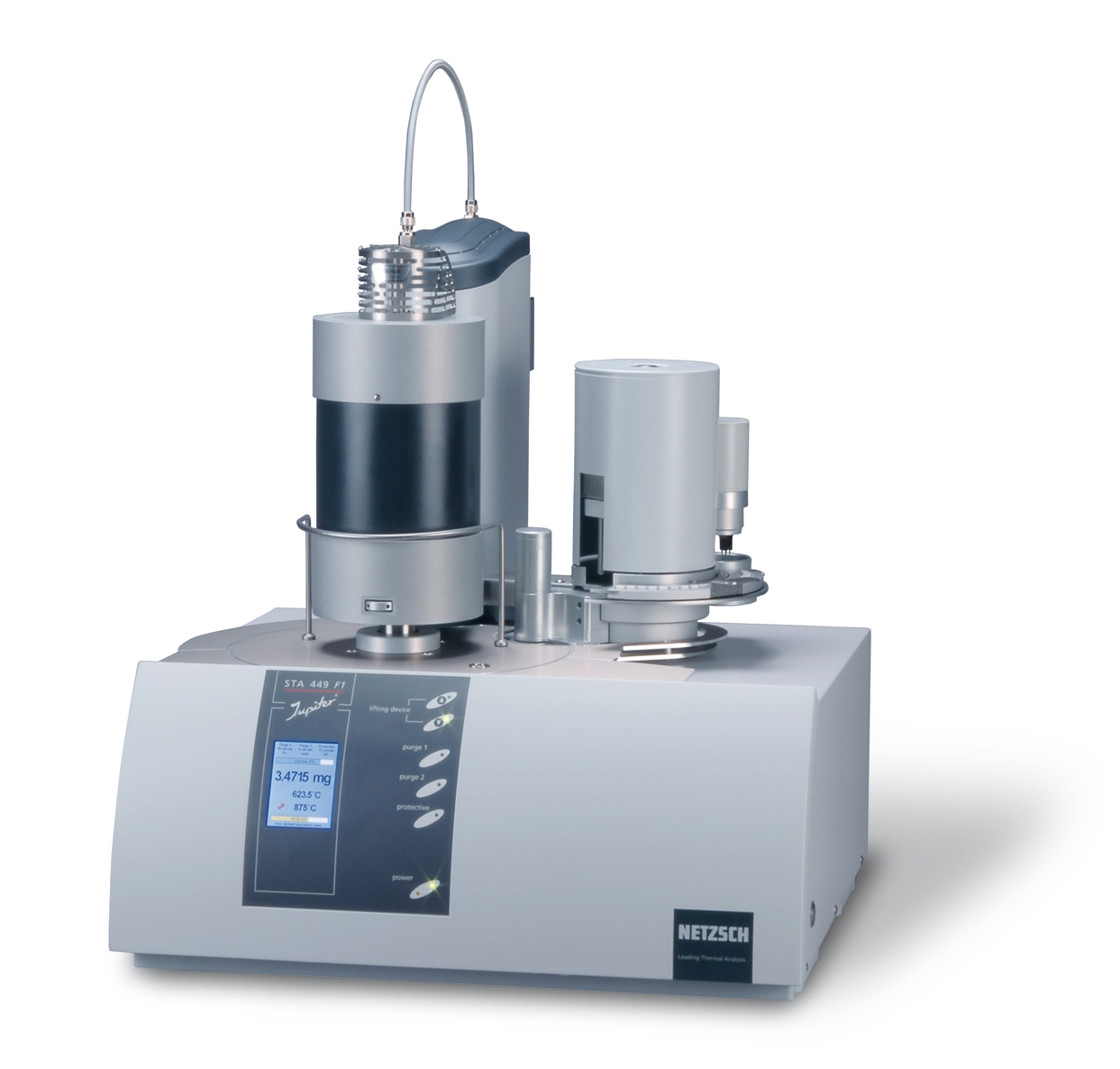
DSC (differential scanning calorimetry) en TGA (thermogravimetrische analyse) worden vaak simultaan in één meetinstrument uitgevoerd

Dynamische differentiecalorimetrie, afkorting DDC is een thermische materiaal-analysetechniek om warmtestromen van en naar een monster (typisch 5 tot 20 mg) te meten. Daarbij laat men het proefmonster én een referentie samen (vandaar 'differential') een nauwkeurig vastgesteld temperatuurverloop doorlopen. Men kan het bijvoorbeeld met 2 graden per minuut laten opwarmen, maar ook ingewikkelder temperatuurprofielen zijn mogelijk. In de eenvoudigste vorm levert deze meting een grafiek op, waarin de warmtecapaciteit van het monster is uitgezet tegen de temperatuur. De warmtecapaciteit kan ook worden omgerekend naar de soortelijke warmte van de onderzochte stof.

## Methoden
De praktische uitvoering van dit meetprincipe kan op twee fundamenteel verschillende manieren:
- Differential scanning calorimetry (DSC)
- Differentiële thermische analyse (DTA)

## Differential scanning calorimetry (DSC)
DSC metingen kunnen op verschillende wijze worden uitgevoerd, met Power Compensating DSC of met Heat Fux DSC.
Bij Power Compensating DSC wordt het monster en de referentie ieder geplaatst in identieke, afsluitbare oventjes of meetcellen die van elkaar gescheiden zijn opgesteld binnen een op vaste temperatuur gehouden metalen blok. De oventjes bevatten een interne verwarming én een temperatuurmeting. Ze worden met identieke constante snelheid van temperatuur veranderd, terwijl het temperatuurverschil tussen de oventjes door een apart regelsysteem zo klein mogelijk wordt gehouden. Als in het monster een reactie plaatsvindt, dan is daar extra energie voor nodig of er komt energie vrij waardoor de temperatuur van dat oventje zal gaan afwijken, maar het verschilregelsysteem corrigeert dat. Deze energiecorrectie is direct als meetresultaat beschikbaar. De Engelse benaming voor dit meetprincipe is power compensating DSC. De temperatuurmetingen worden gedaan met platina weerstanden, een primaire standaard.
Bij Heat Flux DSC worden het monster en de referentie geplaatst op een heatflux sensor, die zich in één enkele oven bevindt. Conform ISO 11357-1 worden bij deze methode een monster en een referentie onderworpen aan een gecontroleerd temperatuurprogramma. De feitelijk gemeten eigenschappen zijn de temperatuur van het monster en het temperatuurverschil tussen monster en referentie. Uit de onbewerkte gegevenssignalen kan het warmtestroomverschil (heat flux) tussen monster en referentie worden bepaald.

## Differentiële thermische analyse (DTA)
Het monster en de referentie worden ieder geplaatst in identieke meetcellen die naast elkaar geplaatst zijn in een oven. De afsluitbare meetcellen zijn uitgevoerd met thermokoppels om de temperatuur en het temperatuurverschil te meten. De omhullende oven wordt met constante snelheid van temperatuur veranderd. Als in het monster een reactie plaatsvindt, dan is daar extra energie voor nodig of er komt energie vrij. Daardoor daalt of stijgt de temperatuur ten opzichte van de referentie, maar door de omhullende oven wordt dat temperatuur- en energieverschil aangevuld. Dit temperatuurverschil is als meetwaarde beschikbaar en moet door ijking omgezet worden in een energiewaarde. Omdat het gemeten temperatuurverschil afhangt van omgevingsvariabelen (zoals gas, reflectie aan wanden), is ijking op meer dan één punt nodig.
DTA en TGA (thermogravimetrische analyse) worden vaak simultaan in één meetinstrument uitgevoerd. Hierdoor kan het thermische effect automatisch worden gecorrigeerd voor de monstermassa bij iedere temperatuur. De simultane toepassing van TGA en DTA op een monster in één enkel meetinstrument, genereert meer informatie dan de meting uitgevoerd in de afzonderlijke instrumenten. Thermische effecten zijn eenvoudiger te interpreteren en er kan een onderscheid worden gemaakt tussen bijvoorbeeld faseveranderingen en decompositie, tussen additie- en condensatiereacties, tussen pyrolyse, oxidatie en verbrandingsreacties. Simultaan thermische analyse (STA) is beschikbaar in een temperatuurbereik van -150 °C tot 2400 °C.

## Specifieke mogelijkheden
Door bekende monsters (standaarden, zoals zeer zuivere metalen gallium, indium, tin, lood en zink) kunnen de temperatuur én de energie aanwijzingen worden geijkt. Voor temperatuurkalibratie wordt het begin (de onset) van de smelt gebruikt, voor enthalpie kalibratie wordt het oppervlak onder de smeltcurve vergeleken met de literatuur smelt waarde van het metaal.
Het mogelijke temperatuurbereik is voor een typische DSC ongeveer -180 °C tot 750 °C (100 K tot 1000 K) in één opstelling. Bij moderne modulaire systemen kan de oven/sensor module worden verwisseld, bijvoorbeeld om zeer snel opwarmen en afkoelen mogelijk te maken tot wel 500 of 1000 graden per minuut, waardoor (industriële) processen beter kunnen worden nagebootst.
Voor een typische DTA is het temperatuurbereik ongeveer gelijk voor een vergelijkbare opstelling, maar door een speciale uitvoering en materiaalkeuze is ook een opstelling mogelijk die tot 1600 °C kan meten. Omdat hier in beide gevallen de omhullende oven van temperatuur wordt veranderd en de massa van het sample wat groter (tot enkele grammen) wordt gekozen, is de opwarmsnelheid meestal kleiner (ongeveer 20 graden per minuut).

## Toepassing
DSC en DTA worden zeer breed toegepast. De techniek is niet alleen geschikt om smelt en kristallisatie (smelten kost energie, bij kristallisatie komt warmte vrij) te meten, maar ook om zuiverheid en polymorfie van farmaceutische stoffen te meten, de glasovergang van een polymeer, oxidatiestabiliteit, vloeistof-fractie, uithardingsreacties, denaturatie van eiwitten, etc. Afhankelijk van wat gemeten dient te worden kan men opwarmend of koelend en eventueel isotherm meten. Tegenwoordig zijn alle instrumenten computergestuurd en beschikt men bij het apparaat over uitgebreide software, met automatische evaluatie en automatische identificatie aan de hand van een database met DSC curves van bekende polymeren en farmaceutische stoffen.